# Chagrin inconsolable
Chagrin inconsolable (en russe : Неутешное горе) est un tableau du peintre russe Ivan Kramskoï (1837—1887), réalisé en 1884. Il fait partie des collections de la Galerie Tretiakov (à l'inventaire sous no 679). Les dimensions du tableau sont de 228 × 141 cm,.

## Histoire et description
Le tableau Chagrin inconsolable a été conçu et réalisé après la tragédie personnelle qui a frappé Kramskoï et sa famille lors de la mort de son fils Mark en 1876. Le tableau représente une femme en deuil habillée d'une robe noire. Ses traits permettent de retrouver ceux de l'épouse de Kramskoï, Sophie Nikolaïevna.
Kramskoï a travaillé sur ce tableau pendant quatre ans. Avant de se consacrer à la version finale, il a créé plusieurs variantes préliminaires. L'artiste s'explique comme suit : « Je me suis finalement arrêté à cette forme parce que pendant plus de deux ans cette version n'a plus suscité de critiques ».

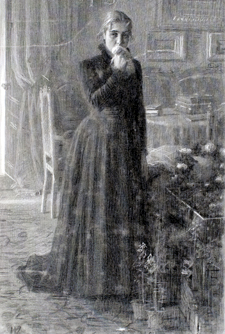
Croquis au crayon du tableau

Dans la version finale de la toile, le peintre reste extrêmement discret dans la présentation des manifestations extérieures des sentiments humains. Ils sont concentrés surtout dans les yeux et les mains de la femme. D'une main, elle serre un mouchoir contre ses lèvres, et l'autre reste abaissée le long du corps. Les yeux sont défaits, remplis de désespoirs.
Vladimir Poroudominski (ru) écrit à propos de ce tableau dans son ouvrage sur Kramskoï :

« La femme à la robe noire se présente en toute simplicité, elle s'est arrêtée à côté de la caisse remplie de fleurs, devant le spectateur qui la regarde... Le regard de la femme (dont les yeux ne sont pas sombres mais rougis) attire impérieusement le regard du spectateur, mais n'y répond pas. Au fond de la pièce, à gauche, derrière les tentures, la porte est entrouverte et permet d'y voir un espace vide, haut et étroit, très parlant, rempli d'une lumière rougeâtre, sans doute due à la flamme de cierges de cire. »

Quand son tableau est terminé, Kramskoï écrit à Pavel Tretiakov : « Acceptez de ma part ce tableau tragique comme un cadeau s'il n'est pas de trop dans la peinture russe et s'il trouve sa place dans votre galerie ». Tretiakov a accepté le tableau dans sa collection, mais a obligé le peintre à accepter une rémunération en argent.
Au Musée d'Art Radichtchev de Saratov est conservé un croquis au crayon de cette toile préparatoire à la réalisation finale du tableau.
Dans le poème de Venedikt Erofeïev Moscou-sur-Vodka, le personnage principal au début de la narration ressemble au tableau Chagrin inconsolable, dont le sujet continue à l'obséder alors qu'il est dans un état d'ivresse délirant : ainsi dans le wagon d'un train « une femme tout de noir vêtue de la tête aux pieds, se tient près de la fenêtre et regarde avec indifférence l'obscurité par la fenêtre, en tenant sur ses lèvres un mouchoir de dentelle ».